# Windarling Airport
Windarling Airport är en flygplats i Australien. Den ligger i regionen Yilgarn och delstaten Western Australia, omkring 400 kilometer nordost om delstatshuvudstaden Perth. Windarling Airport ligger 454 meter över havet.
Trakten runt Windarling Airport är nära nog obefolkad, med mindre än två invånare per kvadratkilometer.. Det finns inga samhällen i närheten.
Omgivningarna runt Windarling Airport är i huvudsak ett öppet busklandskap. Genomsnittlig årsnederbörd är 330 millimeter. Den regnigaste månaden är januari, med i genomsnitt 54 mm nederbörd, och den torraste är april, med 16 mm nederbörd.